# Joel Peter Witkin
Joel Peter Witkin (Brooklyn, 13 settembre 1939) è un fotografo statunitense. È sposato con Cynthia Witkin, vive e lavora ad Albuquerque nel Nuovo Messico.

## Biografia
Nato da padre ebreo e madre cattolica, è fratello gemello del pittore Jerome Witkin. Ha frequentato la scuola di Saint Cecilia di Brooklyn, ed ha continuato poi nella Grover Cleveland High School.
Tra il 1961 e 1964 si arruolò volontario nell'esercito statunitense con l'obiettivo di essere inviato come fotografo di guerra in Vietnam, ma non arrivò mai sul campo di battaglia. Nel 1967 decise di lavorare come fotografo libero professionista, e divenne fotografo ufficiale presso la City Walls Inc.
Successivamente decise di proseguire gli studi alla Cooper Union di New York specializzandosi in scultura. Infine la Columbia University gli ha concesso una borsa di studio che gli ha permesso di concludere gli studi presso l'Università del Nuovo Messico di Albuquerque.

## Influenze e temi
Witkin ha sostenuto in più interviste che le sue visioni, le sue ricerca di significato e bellezza siano state causate da un episodio a cui ha assistito quando era ancora bambino: un incidente d'auto avvenuto di fronte a casa sua in cui una bambina è stata decapitata.
"Successe di domenica quando mia madre, io e mio fratello gemello stavamo scendendo le scale del palazzo in cui abitavamo. Stavamo andando in chiesa. Mentre camminavamo lungo il corridoio verso l'ingresso del palazzo, abbiamo sentito uno schianto incredibile insieme ad urla e grida in cerca di aiuto. L'incidente ha coinvolto tre vetture, tutte e tre con famiglie complete dentro. In qualche modo, nella confusione, non stavo più tenendo la mano di mia madre. Nel punto in cui mi trovavo sul marciapiede, ho potuto vedere qualcosa che rotolava da una delle auto rovesciate. Si fermò sul marciapiede dove mi trovavo. Era la testa di una bambina. Mi chinai a toccare il viso, per parlargli - ma prima che potessi toccare qualcuno mi ha portato via".
Hanno probabilmente influito le opere dei grandi artisti pittori del passato, come dimostra "Gods of Earth and Heaven" rappresentante la Nascita di Venere del Botticelli vista e distorta dal suo punto di vista, lo stesso vale per "Queer saint", che ricorda molto il martirio di San Sebastiano.
Numerose fotografie rappresentano santi, crocifissi, martiri appartenenti al cristianesimo.
Il tema persistente è quello della morte, con l'utilizzo di figure distorte e deformi, a volte con la presenza di protesi o in simbiosi con macchine.

I soggetti fotografati sono quasi sempre i cosiddetti freak, burattini, e spesso sono veri e propri cadaveri, o parti di essi, manipolati e sistemati nel set fotografico dallo stesso artista. Il più famoso esempio è forse Glassman.

## Tecniche e stile
Witkin prepara da solo la scena dello scatto, e ne studia meticolosamente i dettagli e la disposizione di essi preparando bozzetti e schizzi prescatto.
Il marchio di Witkin è senza dubbio l'utilizzo del bianco/nero con l'inserimento successivo di graffi e macchie sui negativi.

## Curiosità
In un autoritratto, Joel-Peter appare con un crocifisso tra gli occhi. È  presente come autrice la moglie Cynthia Witkin, poiché è stata lei a scattare la foto. Ciò è stato fatto, probabilmente, per dare ulteriore significato all'opera.